# Zorros märke (film, 1940)
Zorros märke (engelska: The Mark of Zorro) är en amerikansk äventyrsfilm från 1940 i regi av Rouben Mamoulian. I huvudrollerna ses Tyrone Power, Linda Darnell och Basil Rathbone.

## Rollista i urval
- Tyrone Power - Don Diego Vega/Zorro
- Linda Darnell - Lolita Quintero
- Basil Rathbone - Kapten Esteban Pasquale
- Gale Sondergaard - Inez Quintero
- Eugene Pallette - Fray Felipe
- J. Edward Bromberg - Don Luis Quintero
- Montagu Love - Don Alejandro Vega
- Janet Beecher - Senora Isabella Vega
- George Regas - Sergeant Gonzales
- Chris-Pin Martin - Turnkey
- Robert Lowery - Rodrigo
- Belle Mitchell - Maria
- John Bleifer - Pedro